# Pirbuterol
A pirbuterol (INN) a hörgőgörcs(en) (többek között asztma) megelőzésére és kezelésére szolgáló szer.
Rövid hatású hörgtágító β2-agonista. A légutak simaizmainak ellazításával hat.
Tiltott doppingszer.

## Adagolás, ellenjavallatok, mellékhatások
12 éven felül alkalmazható. A szokásos adag 4–6 óránként 400 μg (de legfeljebb 2400 μg) inhalátorból(en). Az adag növelésének szükségesség a betegség destabilizálódására utal. Ez esetben célszerű felülvizsgálni az addigi kezelést (pl. gyulladásgátló szerrel kiegészíteni).
Monoamin-oxidáz gátlókkal(en) együtt szedve kiemelt figyelmet igényel.
Béta-blokkolókkal együtt szedése ellenjavallt. A β-blokkolók nemcsak gátolják a szer hatását, de ki is válthatnak hörgőgörcsöt. (Szükséghelyzetben, pl. szívinfarktus esetén kivételt lehet tenni.)
A mellékhatások a β2-gátlóknál megszokottak: idegesség, fejfájás, szívdobogás, pulzusszám növekedés, köhögés (a szer bevétele után), paradox hatás(en) (mely életveszélyes is lehet), hipokalémia(en). A szívre gyakorolt mellékhatások inhalálószereknél ritkábbak és enyhébbek, mint a tabletta formájában alkalmazottaknál, ui. azok nem jutnak el a szívben (a tüdőnél jóval kisebb számban) megtalálható β2-receptorokig.
A klinikai vizsgálatok során patkányokon nem tapasztaltak magzatkárosító hatást még 35-szörös túladagolásban sem. Egereken nem tapasztaltak rákkeltő hatást még 15-szörös túladagolásban sem. Nyulakban nem szájon át az inhalációs mennyiség 2000-szerese spontán abortuszt ill. a magzathalált okozott.
Terhesség esetén nem javasolt β2-gátlót szedni, mert az a méh izomzatát is ellazíthatja, ami gátolja a vajúdást.

## Készítmények
Nemzetközi forgalomban:
- Exirel
- Maxair
- Maxair Autohaler
- Spirolair
- Zeisin

Magyarországon nincs forgalomban pirbuterol-tartalmú készítmény.